# 蒙雷阿尔 (莱茵兰-普法尔茨州)
蒙雷阿尔是德国莱茵兰-普法尔茨州的一个市镇。总面积14.64平方公里，总人口838人，其中男性424人，女性414人（2011年12月31日），人口密度57人/平方公里。